# ريوما إيتشيزن
ريوما إيتشيزن (باليابانية: 越前 リョーマ) هو شخصية خيالية والشخصية الرئيسية في سلسلة المانغا والأنيمي أمير التنس التي أنشأها تاكيشي كونومي.